# 레이징 케인즈 리버 센터
레이징 케인즈 리버 센터(Raising Cane's River Center)은 미국 루이지애나주 배턴루지에 위치한 복합 단지로, 컨벤션 센터 및 실내 경기장, 전시 센터, 극장, 도서관 등으로 활용된다.